# ادگاروسور
ادگاروسور(نام علمی: Edgarosaurus muddi) نام یک گونه از راسته پلسیوسور است.